# اسموگوروفکا دولیستوفسکا
اسموگوروفکا دولیستوفسکا (به لاتین: Smogorówka Dolistowska) یک روستا در لهستان است که در استان پودلاسکی واقع شده‌است. این روستا در ۱۱ کیلومتری شرق Goniądz و ۴۹ کیلومتری شمال‌غربی بیاویستوک است.

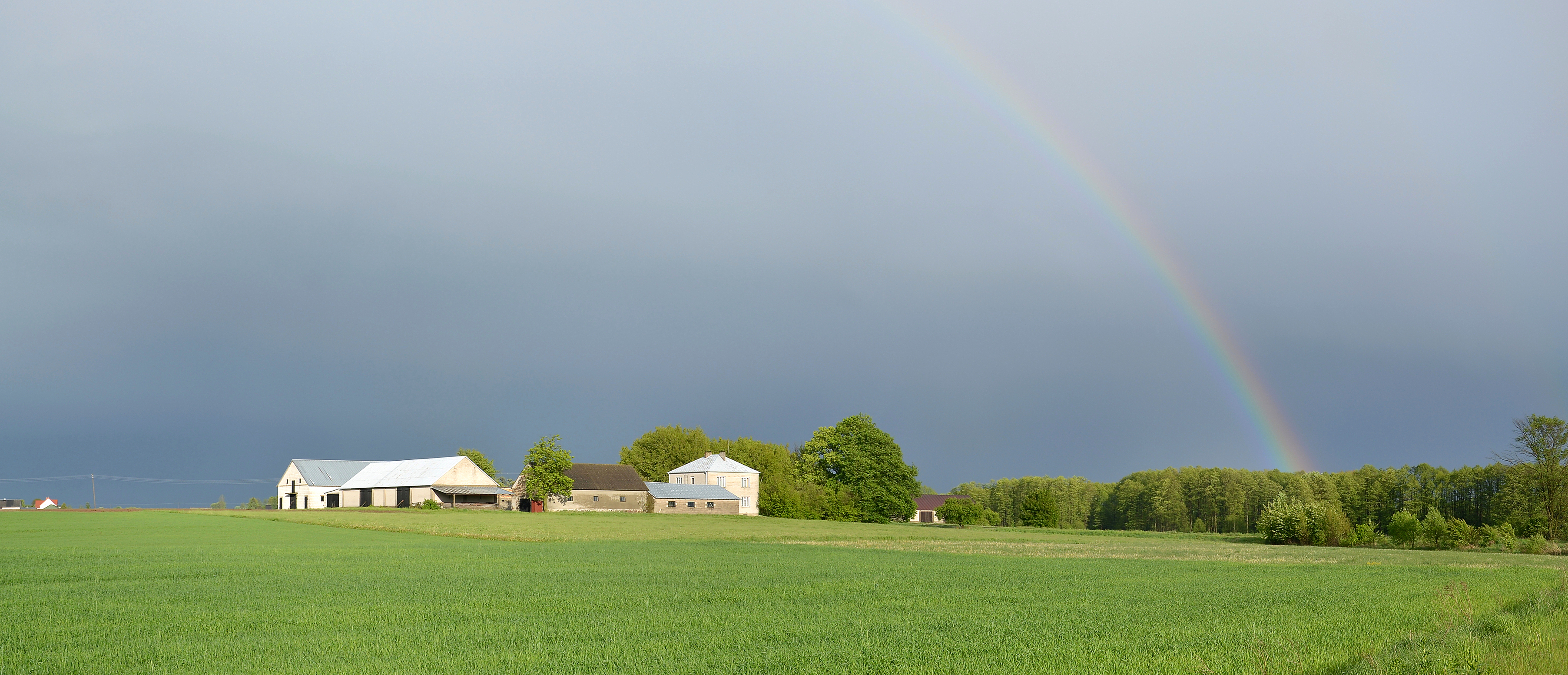